# Bursadopsis circumducta
Bursadopsis circumducta är en fjärilsart som beskrevs av W. Warren 1902. Bursadopsis circumducta ingår i släktet Bursadopsis och familjen mätare. Inga underarter finns listade i Catalogue of Life.